# Throana callista
Throana callista là một loài bướm đêm trong họ Noctuidae.